# Lippeaue Lipperode – Esbeck
Koordinaten: 51° 40′ 57″ N, 8° 22′ 21″ O

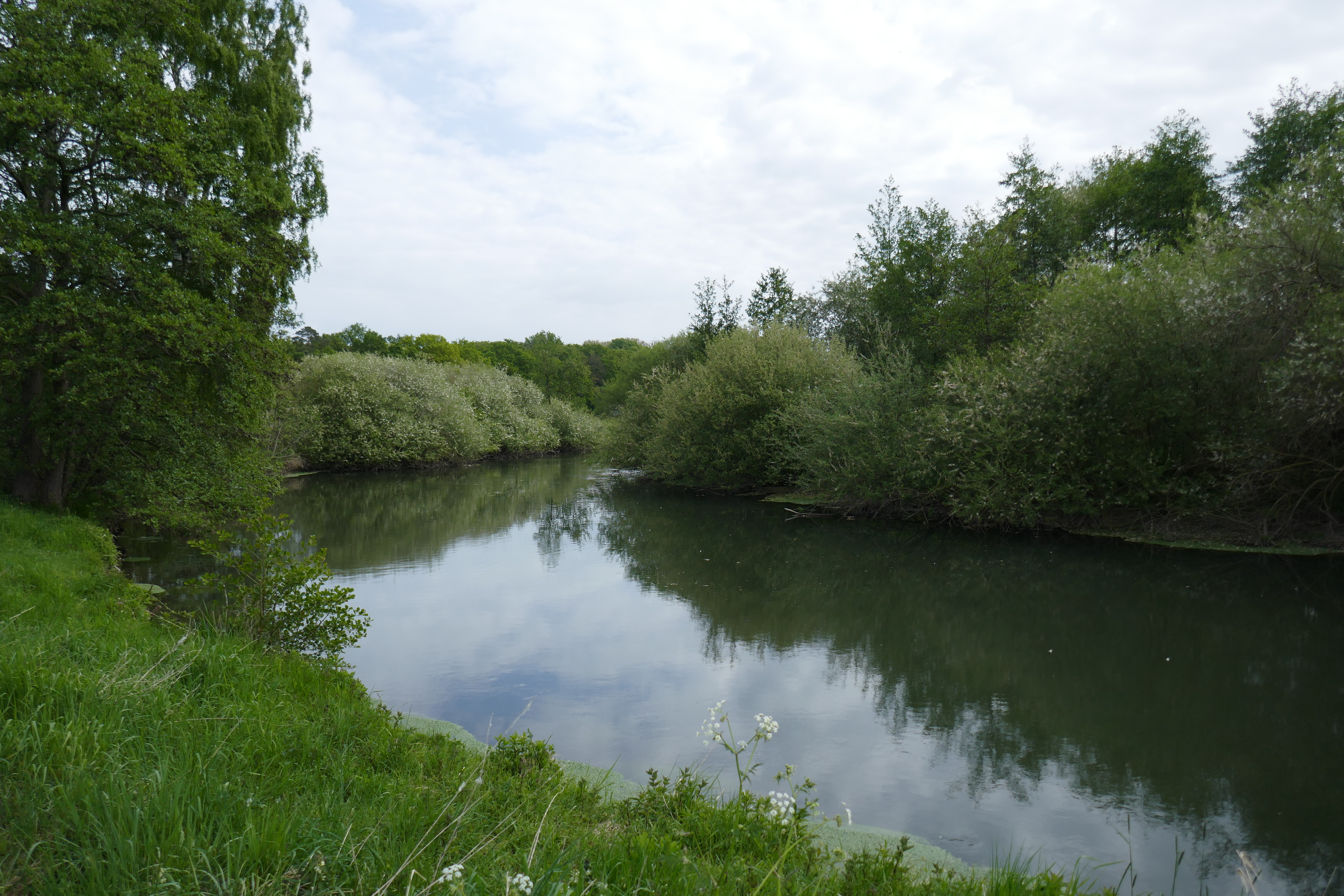
Lippeaue Lipperode – Esbeck

Das Naturschutzgebiet Lippeaue Lipperode – Esbeck liegt auf dem Gebiet der Stadt Lippstadt im Kreis Soest in Nordrhein-Westfalen.
Das Gebiet erstreckt sich östlich der Kernstadt Lippstadt und nordwestlich von Esbeck entlang der Lippe. Am westlichen Rand des Gebietes verläuft die B 55, nördlich die Landesstraße L 822 und südöstlich die L 636. Nördlich erstrecken sich das 12,03 ha große Naturschutzgebiet (NSG) Margaretensee und das 149,65 ha große NSG Zachariassee, westlich liegt das NSG Lippeaue (SO-007).

## Bedeutung
Für Lippstadt ist seit 1966 ein 50,46 ha großes Gebiet unter der Schlüsselnummer SO-057 als Naturschutzgebiet ausgewiesen.